# Luisant
Luisant – miejscowość i gmina we Francji, w Regionie Centralnym, w departamencie Eure-et-Loir.
Według danych na rok 1990 gminę zamieszkiwało 6411 osób, a gęstość zaludnienia wynosiła 1447 osób/km² (wśród 1842 gmin Regionu Centralnego Luisant plasuje się na 51. miejscu pod względem liczby ludności, natomiast pod względem powierzchni na miejscu 1380.).